# Nebeská setnina

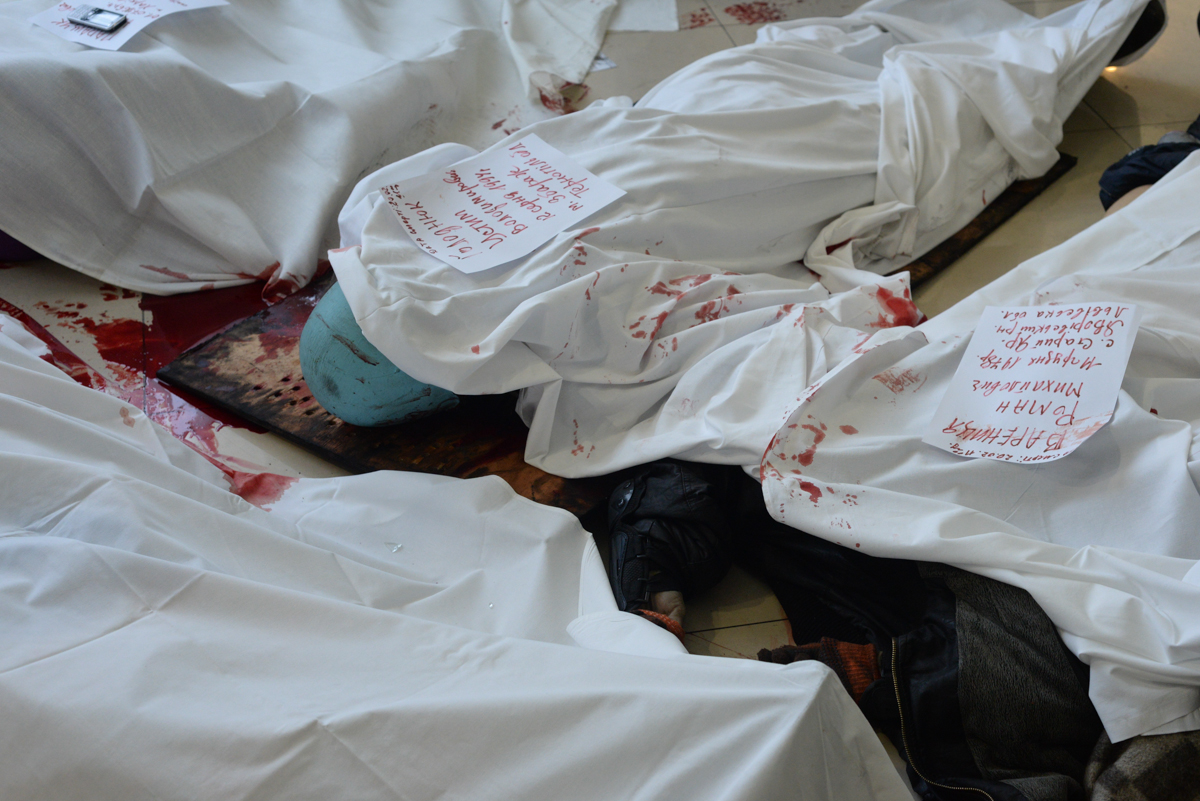
Těla demonstrantů, 20. února 2014

Nebeská setnina čili nebeská sotňa (z ukrajinského originálu небесна сотня) je označení pro demonstranty, kteří zemřeli při demonstracích za prozápadní směřování Ukrajiny během protestů Euromajdan. Téměř 50 obětí bylo z řad demonstrantů během krvavých událostí na kyjevském náměstí Nezávislosti 20. února 2014 a název nebeská setnina se pro ně vžil už druhý den po události. Celkově počet obětí vystoupal na asi 110 civilistů a necelých 20 policistů.